# Burg Wasigenstein

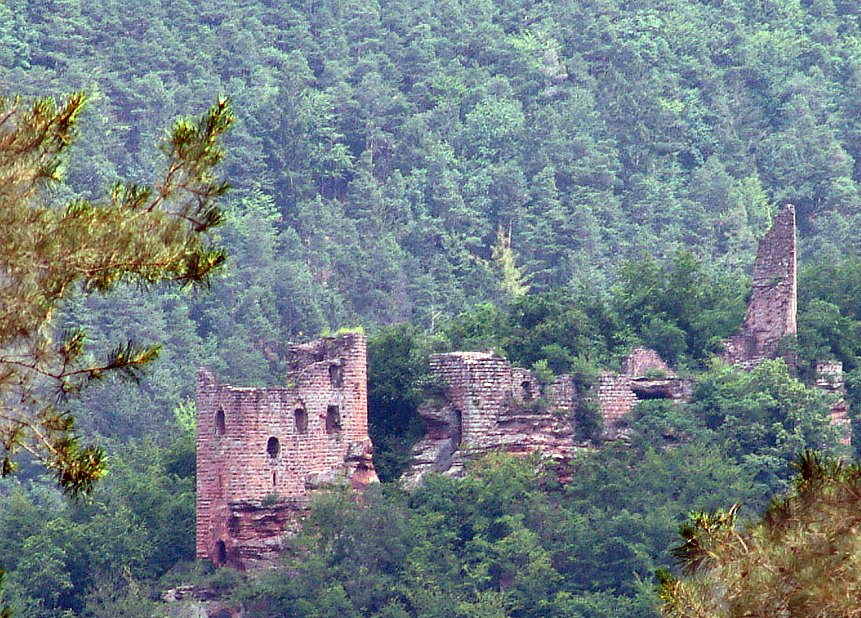
Burgruine Wasigenstein, Ansicht von Südwesten

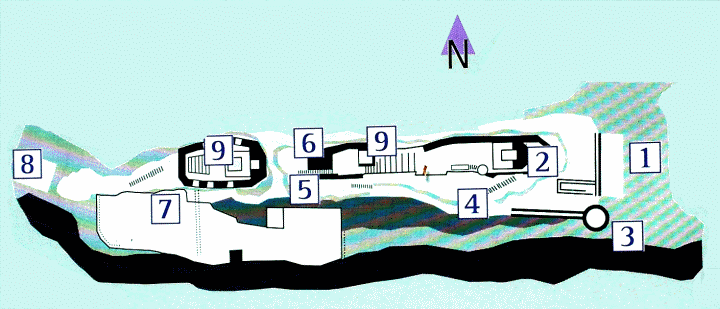
Schematischer Grundriss

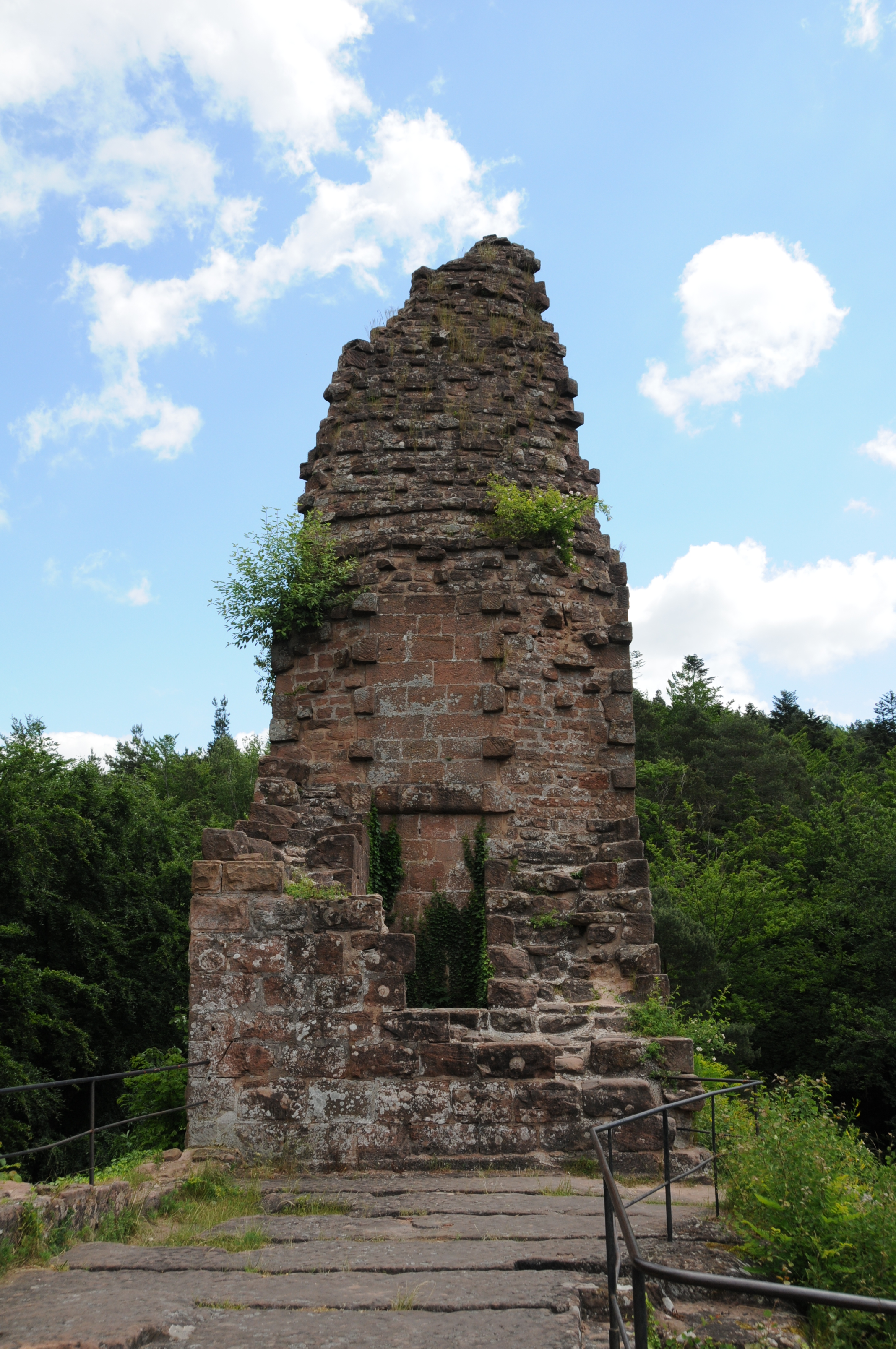
Der Bergfried Groß-Wasigensteins im Osten als Schutz der Zugangsseite

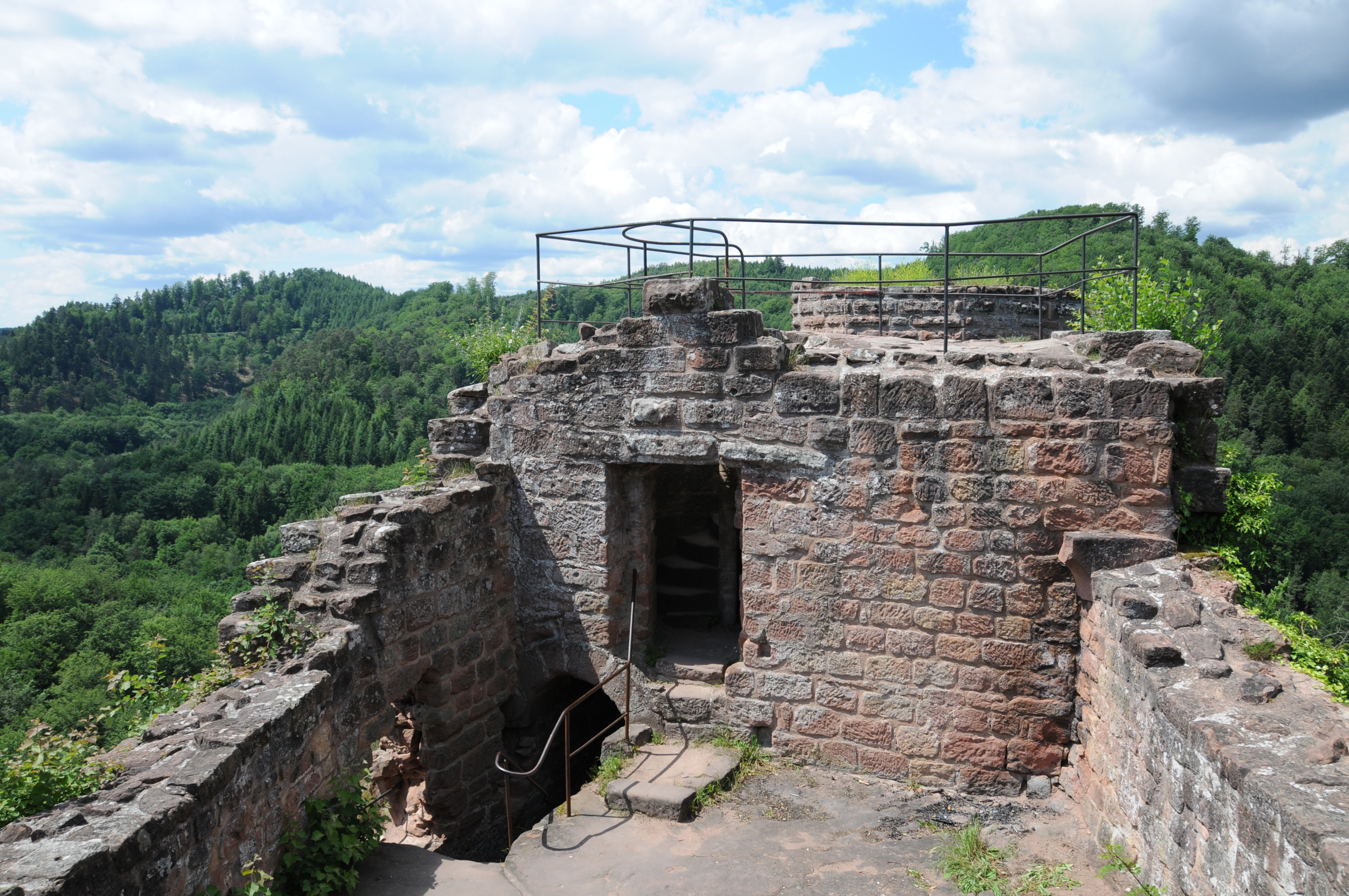
Schildmauer Groß-Wasigensteins

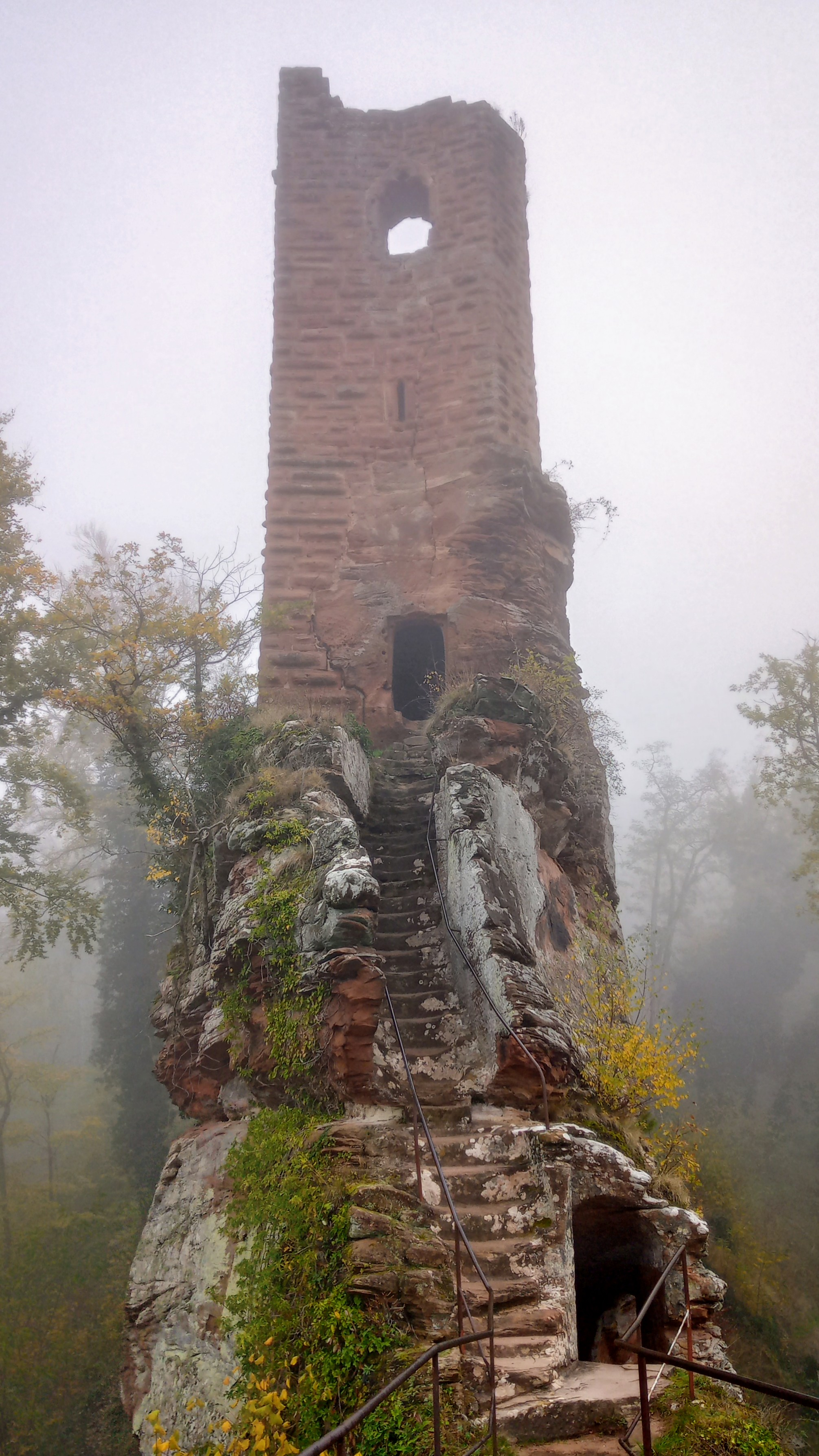
Der westliche Zugang zur Burg Klein-Wasigenstein

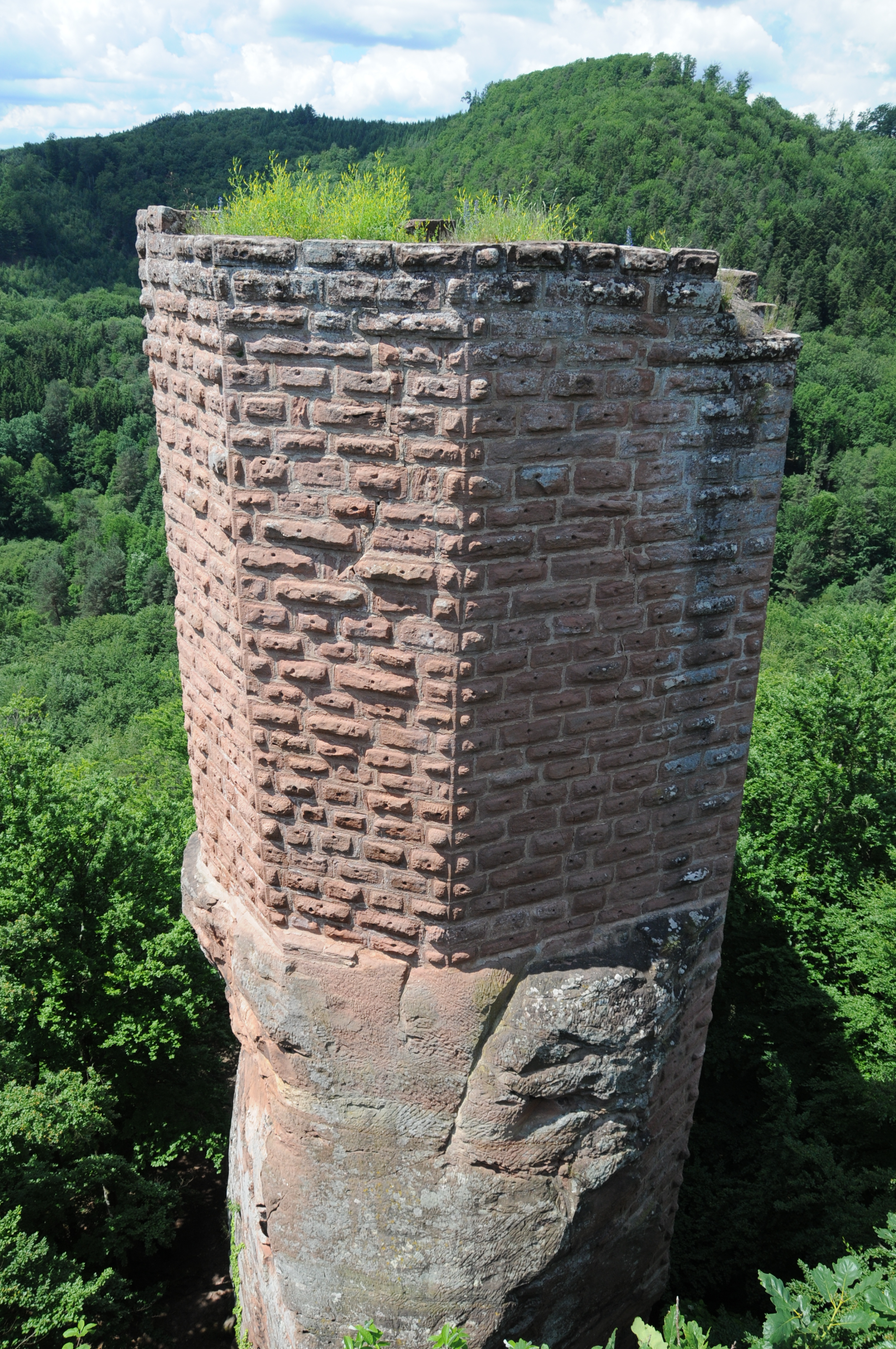
Die schützende Ostmauer Klein-Wasigensteins

Burg Wasigenstein (französisch Château du Wasigenstein) ist die Ruine einer mittelalterlichen Felsenburg nordwestlich von Niedersteinbach in den elsässischen Nordvogesen. Sie erhielt ihren Namen nach dem Felsen, auf dem sie steht, dem Wasigenstein.
Im 13. Jahrhundert gegründet, belegte die Anlage zunächst nur den östlichen Teil des Burgfelsens, wurde aber ab 1299 erweitert und durch eine zweite Burganlage auf dem westlichen Teil des Felsen ergänzt. Seither war sie eine Doppelburg. Die Anteile an beiden Anlagen hielten bis Mitte des 14. Jahrhunderts Mitglieder der verschiedenen Linien der Familie von Wasigenstein. Als diese dann im Mannesstamm ausstarb, kam der Besitz über Erbtöchter an die von Fleckenstein und von Hohenburg. Diese verkauften ihre Rechte an der Anlage stückweise oder gaben Teile als Lehen weiter, sodass es zu einer starken Besitzzersplitterung kam. Binnen 83 Jahre insgesamt sieben Mal belagert und erobert, wurde die wohl anschließend stark heruntergekommene Burg im 15. oder 16. Jahrhundert als Wohnsitz aufgegeben. Nachdem sie im Dreißigjährigen Krieg durch ein Feuer beschädigt worden war, wurde sie im Pfälzischen Erbfolgekrieg vollends zerstört und ist seitdem eine Ruine. Diese steht seit dem 6. Dezember 1898 unter Denkmalschutz und ist als Monument historique frei zugänglich.

## Beschreibung
Die Anlage gehört zu den zahlreichen Burgen im Wasgau. Sie befindet sich über dem Langental auf etwa 340 Metern Höhe am Westhang des sogenannten Schlossbergs, einem westlichen Ausläufer des Maimont. Die deutsch-französische Grenze ist nur 350 Meter Luftlinie entfernt.
Wasigenstein ist eine Doppelburg und besteht aus zwei baulich voneinander getrennten Teilen, die auf zwei felsigen Sandsteinbarren liegen und durch eine schmale, aber tiefe Spalte voneinander getrennt sind. Nur an der Basis sind die beiden Felsenriffs miteinander verbunden. Sie sind bis zu 20 Meter hoch und bei einer Breite von maximal acht Metern insgesamt 75 Meter lang. Der Zugang zur Anlage erfolgt von Osten. Dort ist das Burgareal durch einen Halsgraben vom übrigen Berg getrennt. Wie bei fast alle Burgen der Nordvogesen sind die beiden Partien der Burg Wasigenstein zum Teil direkt aus dem Fels gehauen und bestehen zum anderen aus gemauerten Bauten. Der östliche, etwas höher gelegene Teil wird Groß- oder Alt-Wasigenstein genannt. Weitere Bezeichnungen für ihn sind Alte Burg und Obere Burg. Der westliche und kleinere Teil trägt den Namen Klein- oder Neu-Wasigenstein. Andere Bezeichnungen sind Untere Burg und Neue Burg.

### Groß-Wasigenstein
Von Osten kommend durchquert der Besucher am Fuße des Burgfelsens ein zwingerartig befestigtes Areal aus dem späten 13. oder frühen 14. Jahrhundert, das zu einem großen Teil den ehemaligen, im Laufe der Zeit verbreiterten Halsgraben nutzt. Er diente Groß-Wasigenstein als einer von zwei Wirtschaftsbereichen mit einer großen aus dem Fels gehauenen Pferdeschwemme, die durch ihre Lage zugleich dafür sorgte, dass der Felsfuß nicht untergraben oder der Felsen erklettert werden konnte. In diesem Bereich findet sich auch eine Zisterne, die mit Regenwasser befüllt wurde. Dieses gelangte durch noch gut erkennbare Rinnen in der östlichen Felswand dorthin. Vom Wirtschaftsbereich führt ein in den Fels gehauener Aufgang zur Burg auf dem Felsplateau. Dabei handelt es sich um einen nachträglich angelegten Zugang, der die erst nach der Hauptburg errichteten Bauten im Halsgrabenbereich mit der Burgplattform verbinden sollte. Die Felsentreppe führt an der südlichen Felswand nach oben; sie war weder abriegelbar noch besaß sie sonstige Sicherheitsmaßnahmen. Sie ist heute nicht mehr nutzbar, weil sie auf halber Höhe des Burgfelsens abbricht. Früher führte von dort eine hölzerne Treppe weiter hinauf. Der zweite, ältere Aufgang zur Burg Groß-Wasigenstein beginnt weiter westlich an der Südwand im Bereich der einstigen Unterburg. Da dieser aber von Klein-Wasigenstein aus kontrolliert werden konnte, wurde später der zweite, weiter östlich gelegene Zugang eingerichtet. Der ältere Aufgang besteht aus einer in den Fels gehauenen Treppe, die an beiden Seiten von Felswänden begrenzt wird. Die darin noch erhaltenen, zahlreichen Balkenlöcher zeugen davon, dass sie früher überdacht war.
Der ältere Burgaufgang endet im westlichen Bereich der Felsplattform und damit im teilweise eingefallenen Felsenkeller des ehemaligen Wohnbaus. Dessen südlicher Bereich wird zum Teil durch eine Filterzisterne eingenommen. Bei ihm handelt es sich um ein langgestrecktes Gebäude, das die gesamte Breite des Felsens einnahm und von dem nur noch wenige Mauerreste übrig sind. Über den Felsabstürzen beträgt seine Mauerstärke nur 0,84 Meter. Wie viele Geschosse der Bau einst besaß, ist heute nicht mehr zu ermitteln. Fest steht jedoch, dass in seinem Ostteil eine Burgkapelle untergebracht war. Nach Westen zur Burg Klein-Wasigenstein ist der Bau durch ein 4,80 Meter dickes schildmauerartiges Mauerstück geschützt. Es besitzt eine Schneckenstiege in der Mauerstärke und ist gemeinsam mit der Südmauer des Wohnbaus jüngeren Datums als die östliche Partie des Gebäudes. Es wurde nach dem Bau Klein-Wasigensteins auf die gesamte noch zur Verfügung stehende Länge des Burgfelsens erweitert und war zuvor nur 22 Meter lang. Östlich des Wohnbaus steht der hoch aufragende Rest eines fünfeckigen Bergfrieds, der zur Angriffsseite im Osten keilförmig ausbildet ist. Er diente für den dahinter liegenden Wohnbau als Schutz. Sein Mauerwerk, das außen mit länglichen Buckelquadern verkleidet ist, steht teilweise noch bis zu einer Höhe von etwa zehn Metern. Durch die dicken Mauern des Turms ist sein Inneres derart klein, dass gerade einmal noch Platz für eine Wendeltreppe blieb, die zur einstigen Wehrplattform führte. Östlich des Bergfrieds sind rund 1,5 Meter hohe Mauerreste erhalten, die jünger als der Turm sind. Während Thomas Biller (siehe Literatur) sie als Rest eines durch Platzmangel nötigen Erweiterungsbaus interpretiert, stellt Charles-Laurent Salch (siehe ebenso Literatur) die These auf, dass es sich dabei um eine Art Befestigung handeln könnte, die aus einer Zeit stammt, in der Feuerwaffen eingeführt wurden. Insgesamt besitzt Groß-Wasigenstein eine Länge von etwa 50 Metern und ist zwischen fünf und acht Metern breit.

### Klein-Wasigenstein
Die Burg Klein-Wasigensteins ist um einiges kleiner als Burg Groß-Wasigenstein, was durch den kleineren Burgfelsen bedingt ist. Sie besteht im Wesentlichen aus einem etwa 20 × 8 Meter messenden wohnturmartigen Bau, dessen polygonaler Grundriss vom Burgfelsen vorgegeben wird. Er besitzt heute drei in den Felsen gehauene Untergeschosse sowie zwei von ehemals fünf Stockwerken, deren Außenmauern aus Buckelquadern mit Randschlag oder glatten Quadern mit Kantenschlag bestehen. Sie alle sind aus rotem Vogesensandstein gefertigt. Vom ersten Obergeschoss sind jedoch nur noch geringe Reste erhalten. Nach Osten schützt den Bau seine bis zu vier Meter dicke Mauer ohne jegliche Öffnung vor der nur zehn Meter entfernten Alten Burg. In der Mauerstärke befindet sich eine schmale Wendeltreppe, die zum einstigen Wehrgang führte. Das Erdgeschoss misst 11 × 5 Meter im Lichten. Es wird zu einem großen Teil durch die Grube einer Zisterne eingenommen. An der Nordseite ist zwar noch eine Abortnische vorhanden, der dazugehörige Erker jedoch nicht. Indes hat sich bei einem der fünf Doppelfenster ein Teil des frühgotischen Gewändes mit Vierpass-Maßwerk erhalten.
Erreichbar war die Burgplattform Klein-Wasigensteins über eine lange, steile Felsentreppe, die im westlichen Teil der Unterburg begann. Sie mündete in einen Felsenschacht, der an einer Rundbogenpforte im untersten Keller des Wohnturms endete.

### Unterburg
Beide Burgen teilten sich eine Unterburg am Fuße des Burgfelsens, die durch eine in Nord-Süd-Richtung verlaufende Mauer früher in zwei Bereiche geteilt war. Sie liegt auf einer natürlichen Terrasse im westlichen Bereich der Südseite und stammt wohl schon aus der Entstehungszeit der Alten Burg. Das Areal besaß beträchtliche Ausmaße und war von einer Ringmauer umgeben. Der Hauptzugang befindet sich heute noch an der Ostseite, wo sich schon im Mittelalter das Haupttor befand. Dieses ist jedoch heute vollkommen verschwunden. Eine daneben liegende Felsenkammer mit Schießscharte zur Verteidigung des Tors ist aber erhalten. Für das Jahr 1299 sind ein Haus und eine Zisterne für die Unterburg überliefert. Später lehnten sich fast alle Bauten in diesem Bereich an den Burgfelsen an.

## Geschichte

### Anfänge
Die älteste erhaltene Erwähnung der Burg steht in einer Urkunde von 1270, in der die Brüder Friedrich und Seman die Schenkung eines Weihers an das Kloster Marienthal bestätigten. In dem Schriftstück nennen sich die beiden nach ihrem Besitz de Wasichenstein. Sie waren Söhne Engelhards, des Marschalls der Pfalz Hagenau. Es ist ungewiss, ob die beiden Brüder die Anlage zwischen 1268 und 1270 errichteten, oder ob das schon durch ihren Vater geschah.

### Unter der Familie von Wasigenstein
Die Geschichte der Burg ist maßgeblich durch die Teilung ihrer Erbauerfamilie in mehrere Linien bestimmt. 1299 teilten Fritzmann und Friedrich von Wasigenstein die Burganlage untereinander auf. Fritzmann gründete die ältere Linie und erhielt den westlichen Burgfelsen, um dort eine neue Burg zu bauen, die aber nach dem Teilungsvertrag nicht höher sein durfte als die schon bestehende alte Burg. Friedrich gründete die jüngere Linie der Familie von Wasigenstein und erhielt den östlichen Burgfelsen mitsamt den darauf stehenden Bauten. Diese wurden nach Westen hin zur neu errichteten Burg Klein-Wasigenstein durch eine dicke Mauer gesichert. Nach Friedrichs Tod im Jahr 1306 folgte eine erneute Aufspaltung des Besitzes und der Rechte an der Burg: Friedrichs Söhne Dietrich, Fritzmann und Engelhard teilten die Burg Groß-Wasigenstein untereinander auf. Dietrich und Fritzmann erhielten dabei den älteren Teil des Wohnbaus, während Engelhard, der wohl auch Erbauer der Burg Klein-Arnsberg war, die westliche Erweiterung des Wohnbaus mit der Zisterne zufiel. Diese blieb jedoch – ebenso wie der Bergfried – gemeinsamer Besitz. Die Anlage war damit endgültig zu einer Ganerbenburg geworden.

### Die Nachfolger der Familie von Wasigenstein
Die Familie von Wasigenstein starb Mitte des 14. Jahrhunderts im Mannesstamm aus. Dietrichs Sohn Johann von Wasigenstein war der letzte männliche Vertreter der älteren Linie. Katharina, eine seiner beiden Töchter, heiratete 1350 Heinrich I. von Fleckenstein und brachte die Burg Groß-Wasigenstein an die Familie ihres Mannes. Sie waren die Eltern des Wormser Bischofs Johann II. von Fleckenstein.
Mit dem Tod des Cun(t)z von Wasigenstein 1358 aus der älteren Linie vererbte sich über seine einzige Tochter, Euphemia, die Burg Klein-Wasigenstein in die Familie ihres Ehemanns Wirich I. Puller von Hohenburg. Beide Parteien gaben Teile ihres Burgbesitzes als Afterlehen weiter oder verkauften Anteile daran an Dritte, sodass es nachfolgend zu einer extremen Besitzsplitterung kam. So übertrug Ludwig von Frönsburg einen Viertel seines Anteils 1369 an die Grafen von Zweibrücken-Bitsch, während die Brüder Cunemann und Engelhard von Hohenstein ihre Rechte an der Burg 1377 an Erpf von Altdorf, Johann Ostertag von Windstein und Johann(es) von Kropfsberg verkauften.
1385 kam es zwischen zweien der Burgparteien, Werner von Ramberg und den Herren von Ochsenstein, zu einer Fehde. Die Brüder Rudolph und Ottmann von Ochstein belagerten und eroberten die Burg und setzten Werner gefangen. Er wurde erst wieder freigelassen, als er auf seinen Anteil am Wasigenstein verzichtet hatte. Nur ein Jahr später hatten sich die Besitzverhältnisse bereits wieder grundlegend geändert. 1386 gehörte die Anlage Emich VI. von Leiningen, Bohemund von Ettendorf, dem Ritter Emich von Wartenberg und Hennel Streiff von Landenberg. Die Belagerung im Jahr 1385 war die erste in einer langen Folge solcher Ereignisse. 1410 belagerten und eroberten die Brüder Heinrich und Cuntz Mauchenheimer von Zweibrücken in einem Konflikt mit Heinrich Kämmerer von Dalberg, einem Schwiegersohn Heinrichs von Fleckenstein, die Alte Burg.  1435 versuchte Eberhard von Sickingen, für Beschädigungen bei der Einnahme der Burg Schadenersatz von den Brüdern Jacob und Ludwig von Lichtenberg zu erhalten. 1447 wurde Groß-Wasigenstein wiederum durch Johann III. von Nassau-Saarbrücken eingenommen, ehe Pfalzgraf Friedrich I. die im Besitz der Hohenburger befindliche Neue Burg in einer Fehde gegen Richard von Hohenburg belagerte und einnahm. Friedrich I. behielt ein Viertel der Burg für sich, den übrigen Teil gab er als Lehen an die Familie von Sickingen. 1464 konnte der Bischof von Speyer, Johannes II. Nix von Hoheneck, Klein-Wasigenstein nach einer Belagerung einnehmen.

### Hanau-Lichtenberg

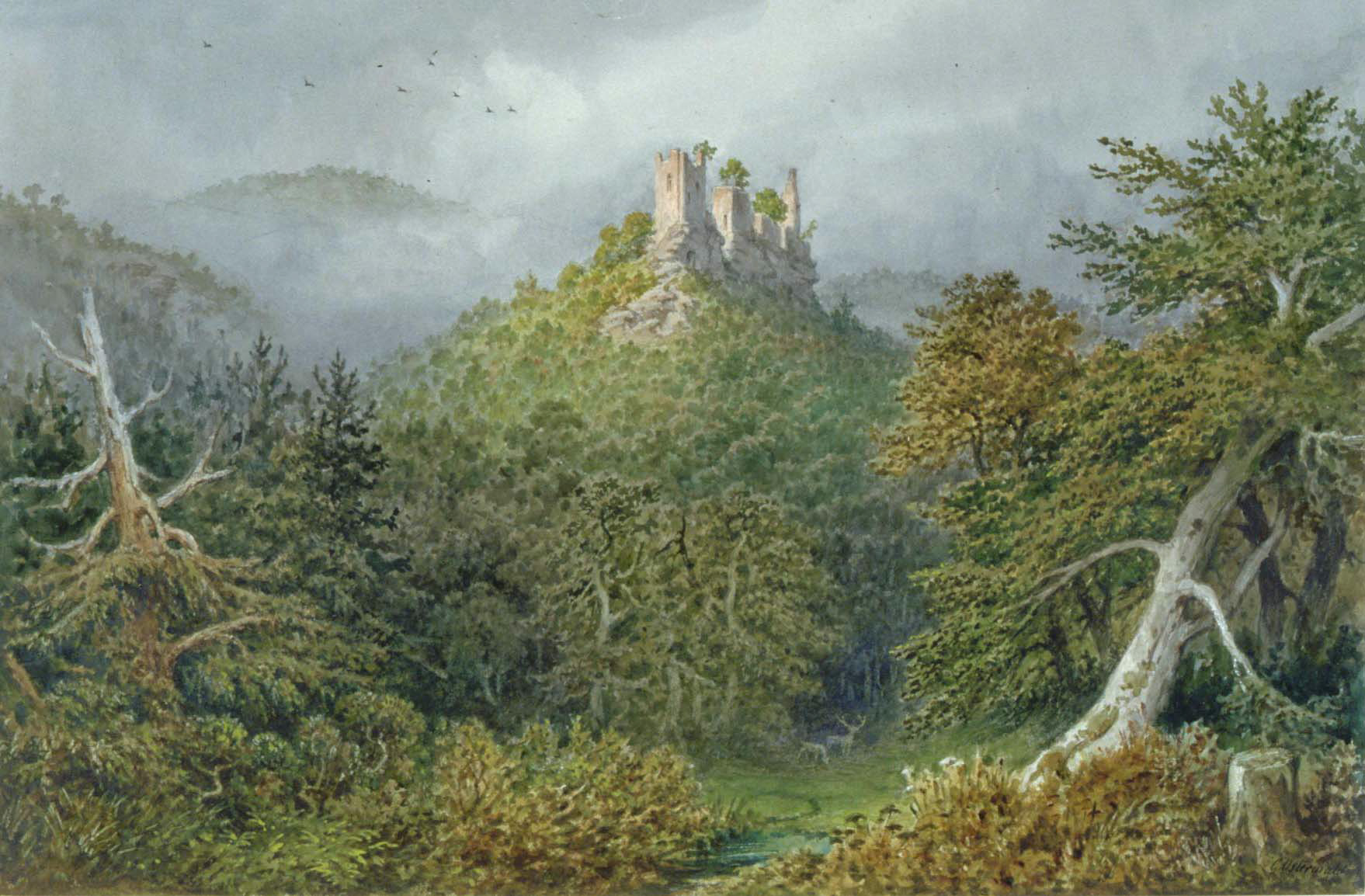
Burgruine Wasigenstein auf einem Gemälde von Georg Osterwald

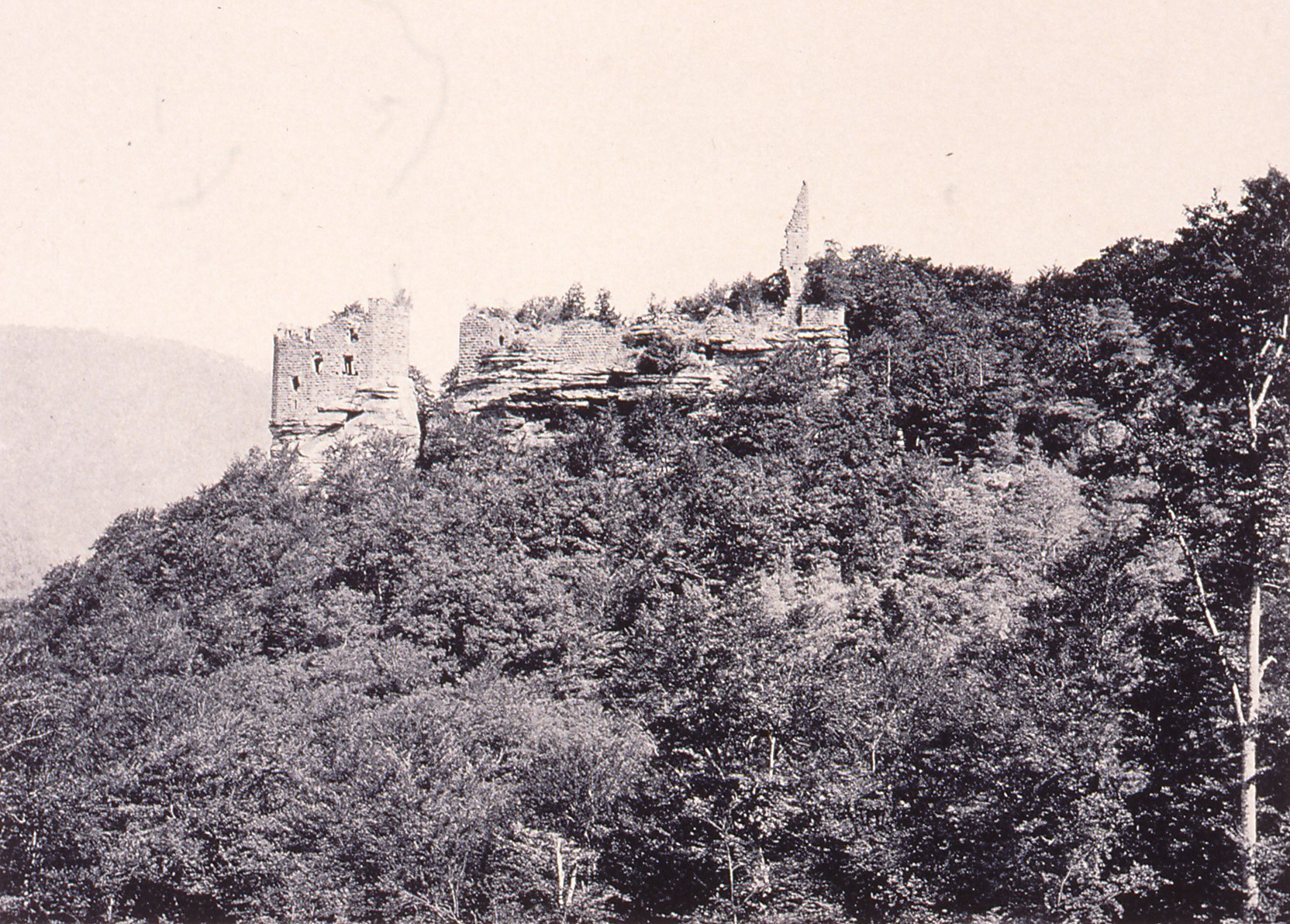
Die Burgruine im Jahr 1900, Foto von Emile Wagner

Seit 1466 sind auch die Lichtenberger Mitbesitzer der Burg, nachdem sie Speyerer und pfalzgräfliche Anteile erworben hatten. Der Lichtenberger Anteil wurde deren Amt Wörth zugeordnet. Sie waren auch gleich in die nächste Belagerung verwickelt: 1468 war wiederum Groß-Wasigenstein deren Ziel, weil fünf der Burgbesitzer Untertanen der Familie von Lichtenberg festhielten. Die Belagerten ergaben sich jedoch sofort und ließen die Gefangenen frei.
Anteilseigner waren im Laufe der Geschichte unter anderem die Frönsburger, Altdorfer, Windsteiner, Ochsensteiner, Kropfsberger, Fleckensteiner. Für 1463/66 sind insgesamt 15 Burgbesitzer überliefert. Zwölf saßen auf Groß-Wasigenstein, drei auf Klein-Wasigenstein. Der Lichtenberger Anteil an der Anlage (Neu-Wasigenstein) fiel nach Aussterben der Familie im Mannesstamm 1480 über Elisabeth, eine der beiden Erbinnen, an deren Ehemann Simon IV. Wecker von Zweibrücken-Bitsch. 1570, mit dem Tod des letzten Grafen Jakob von Zweibrücken-Bitsch, kam der Besitz über seine Erbtochter Ludovica Margaretha an die Familie ihres Mannes, den Grafen Philipp V. von Hanau-Lichtenberg. Sie erwarben 1711 auch Groß-Wasigenstein von den Herren von Fleckenstein, die seit dem 16. Jahrhundert alleinige Besitzer dieses Teils waren.
Die zahlreichen Fehden und Belagerungen haben die Burg Ende des 15. Jahrhunderts in schlechtem Zustand zurückgelassen. Spätestens im 16. Jahrhundert wurde sie verlassen. Dazu passt die Tatsache, dass keine Umbauten der Burg zu ihrer Anpassung an Feuerwaffen erkennbar sind. Da zu einer Burg aber nicht nur die Wehranlagen, sondern auch Ländereien, Waldungen und Rechte gehörten, stellte sie nach wie vor einen Wert da. Im 16. Jahrhundert waren Teile der Anlage selbst bereits Ruine. Nachdem sie während des Dreißigjährigen Krieges in Brand gesteckt worden war, wurde sie 1680 im Pfälzischen Erbfolgekrieg von französischen Truppen unter Joseph de Montclar weiter zerstört.
Nach dem Tod des letzten Hanauer Grafen, Johann Reinhard III., fiel das Erbe – und damit auch die Burg – 1736 an den Sohn seiner einzigen Tochter, Charlotte, den Erbprinzen und späteren Landgrafen Ludwig IX. von Hessen-Darmstadt.

### Neuzeit
Mit dem durch die Französische Revolution begonnenen Umbruch kamen das Amt Wörth und die Burg unter die Souveränität Frankreichs, durch den Zweiten Pariser Frieden danach 1815 zunächst an Österreich, ein Jahr später durch den Vertrag von München an das Königreich Bayern und schließlich 1825 durch die Grenzkorrektur wieder an Frankreich. Der Friede von Frankfurt schlug 1871 den größten Teil des Elsass und damit auch die Burg Wasigenstein dem Deutschen Reich zu. 1920 kam sie wieder an Frankreich.

## Die Burg in Dichtung und Literatur
Die Schlucht zwischen den beiden Burgen soll der Schauplatz der im Waltharilied beschriebenen Kämpfe sein. Walther von Aquitanien ruhte sich hier mit seiner geliebten Hildegunde aus.
Walthari ritt indessen landeinwärts von dem Rhein,

In einem schattig finstren Forste ritt er ein;

Das war des Waidmanns Freude, der alte Wasigenwald,

Wo zu der Hunde Bellen das Jagdhorn lustig schallt.

Dort ragen dicht beisammen zwei Berge in die Luft,

Es spaltet sich dazwischen anmutig eine Kluft,

Umwölbt von zackigen Felsen, umschlungen von Geäst

Und grünem Strauch und Grase, ein rechtes Räubernest

(Auszug aus dem Waltharilied, ins Deutsche übersetzt von Joseph Victor von Scheffel)
Als sich die Burgunden unter ihrem König Gunther näherten, stellte sich Walther taktisch geschickt in den engen Felsspalt und tötete elf Kampfgenossen Gunthers im Einzelkampf. Am folgenden Morgen kam es auf einer talwärts gelegenen Lichtung zum Kampf Walthers gegen Hagen und Gunther: Gunther verlor einen Schenkel, Hagen ein Auge und Walther seine rechte Hand. Hildegunde wusch die Wunden mit Rotwein aus und stiftete Frieden. Nachdem der Bruderbund geschlossen war, zogen Walther und Hildegunde nach Aquitanien, heirateten und lebten dort als königliches Paar.
Von Scheffel widmete der Burgruine Wasigenstein auch eines seiner Gedichte:
Ein Pfad biegt von des Maimont Gipfeln

in ein elsässisch Waldtal ein

und braunrot starrt, aus grünen Wipfeln,

der Doppelklotz des Wasigenstein.

wie ein vermoostes Waldgeheimnis

ruht das geborstene Riesenhaus,

in Schutt und schweigender Verträumnis,

von grauer Vorzeit Rätseln aus.